# Saillac (Corrèze)
 Saillac  (en occitano Salhac) es una comuna y población de Francia, en la región de Lemosín, departamento de Corrèze, en el distrito de Brive-la-Gaillarde y cantón de Meyssac.
Su población en el censo de 2008 era de 178 habitantes.
Está integrada en la Communauté de communes des Villages du Midi Corrézien.

## Demografía
| 155 | 202 | 165 | 143 | 163 | 157 | 178 |
| Para los censos de 1962 a 1999 la población legal corresponde a la población sin duplicidades (Fuente: INSEE [Consultar]) |     |     |     |     |     |     |